# Leonardo da Silva Souza
Leonardo da Silva Souza (Andirá, 18 de março de 1992) é um futebolista brasileiro que atualmente está sem clube.

## Carreira

### Enosis Neon Paralimni
Nascido em Andirá, Leonardo assinou um contrato com a Enosis em 2012.

### Metalurh Donetsk
Em janeiro de 2013 ele foi contratado pelo Metalurh Donetsk, assinou um contrato de 3 anos. Para Metalurh jogou um semi temporada e marcou 1 gol em 9 jogos.

### Gabala
Em julho de 2013 Leonardo ele foi contratado pelo Gabala, assinou um contrato de 1 ano.

### Anzhi Makhachkala
Em agosto de 2014 Leonardo ele foi contratado pelo Anzhi Makhachkala, assinou um contrato de 2 anos.

## Títulos
Partizan
- Superliga Sérvia: 2016–17[1]
- Copa da Sérvia: 2016–17

Al-Wahda
- Supercopa dos Emirados Árabes Unidos: 2018[1]